# روبرت جيه كيليهر
روبرت جيه كيليهر (بالإنجليزية: Robert J. Kelleher)‏ (و. 1913 – 2012 م) هو لاعب كرة مضرب، وضابط، وقاض، ومحام من الولايات المتحدة الأمريكية ولد في مدينة نيويورك.

## التعليم
تعلم في كلية هارفارد للحقوق.

## روابط خارجية
- روبرت جيه كيليهر على موقع قاعة مشاهير كرة المضرب الدولية (الإنجليزية)
- روبرت جيه كيليهر على موقع خلاصة التنس.كوم (الإنجليزية)